# Kardos (keresztnév)
A Kardos késő középkori magyar személy- illetve családnév, a kardos szóból ered.

## Gyakorisága
Az 1990-es években szórványos név, a 2000-es években nem szerepel a 100 leggyakoribb férfinév között.

## Névnapok
- január 3.[2]
- február 23.[2]
- április 24.[2]
- július 15.[2]

## Híres Kardosok
- „Kardos” utónevű személyek szócikkeinek listája a Wikidata alapján